# رزباد بیکر
رزماری رزباد بیکر (انگلیسی: Rosemary Rosebud Baker؛ زادهٔ ۱۶ مارس ۱۹۸۵) کمدین، بازیگر و نویسنده اهل ایالات متحده آمریکا است. او بیشتر به خاطر کمدی سیاه که بر اساس داستان‌های شخصی و اغلب طنز آمیز او است شناخته می شود. وی از سال ۲۰۰۸ میلادی تاکنون مشغول فعالیت بوده است.

## زندگینامه
بیکر در الکساندریا ویرجینیا متولد شد و در مک‌لین ویرجینیا بزرگ شد. او سه خواهر کوچکتر در قید حیات و همچنین یک خواهر فوت شده دارد. پدرش جیمز بیکر چهارم، شریک ارشد بازنشسته شرکت Baker Botts LLP در واشینگتن دی. سی. و پسر جیمز بیکر سوم، وزیر خزانه‌داری سابق رئیس جمهور رونالد ریگان و وزیر امور خارجه در زمان ریاست جمهوری جورج اچ. دابلیو. بوش و مادرش نانسی نقاش متولد تگزاس است. در کودکی به دلیل اینکه دختر پسرنما بود و از پوشیدن لباس‌های پسرانه خودداری می‌کرد، به او لقب باد (Bud) داده شد و به همین دلیل نام رزباد (Rosebud) را برای خود برگزید. به دلیل ارتباط خانوادگی‌اش با خانواده بوش او اغلب به کاخ سفید می‌رفت و با نوه‌های جورج اچ. دبلیو. بوش وقت می‌گذراند.

## حرفه
بیکر در حالی که به عنوان بازیگر در فیلم‌های مستقل کار می‌کرد، در کنار آن به عنوان پرستار بچه و پیشخدمت نیز فعالیت داشت. او همچنین در نقش رزی بیکر برای مجله Elite Daily فال زایچه می‌نوشت. در سال ۲۰۱۰ بیکر به عنوان یکی از بازیگران مجموعه تلویزیونی «دخترانی که پسران را دوست دارند» محصول ساندنس تی‌وی ظاهر شد.
پدر بیکر بعدها او را تشویق کرد که استندآپ کمدی را به عنوان حرفه خود دنبال کند. در سال ۲۰۱۴ بیکر برای اولین بار در یک شب اجرای زنده در یک کلوپ کمدی در آستین تگزاس استندآپ کمدی اجرا کرد. اولین اجرای او در نیویورک در سالن متروپولیتن روم در چلسی برگزار شد. بیکر در اوایل دوران کمدی خود، شبی چهار تا پنج بار در کلوپ کمدی LOL در میدتاون منهتن اجرا داشت و همچنین به طور مکرر در کلوپ‌های کمدی مختلف در سراسر شهر به اجرای برنامه‌های آزاد می‌پرداخت. در سال ۲۰۱۸ او در فهرست چهره‌های جدید مجله Just for Laughs ظاهر شد.
کمدی بیکر به عنوان کمدی سیاه توصیف شده است و بسیاری از شوخی‌های او حول داستان‌ها یا حکایات شخصی، مانند مرگ خواهرش یا خشونت خانگی او توسط دوست پسر سابق الکلی‌اش، می‌چرخد.  شوخی‌های او اغلب طنزآمیز و دارای پیچ و خم‌های طنزآمیز است. بیکر پس از تماشای برنامه‌های کمدی ویژه دیو اتل، ایمی شومر، دیو چاپل و دیگران، سبک آنان را برای اجرای استندآپ کمدی آموخت.